# A Silent Voice (manga)
A Silent Voice (聲の形, Koe no Katachi) is een mangareeks geschreven en getekend door Yoshitoki Oima. De reeks was oorspronkelijke een one-shot gepubliceerd in Bessatsu Shōnen Magazine en werd later gepubliceerd als een volledige mangareeks in Weekly Shonen Magazine tussen augustus 2013 en november 2014.

## Verhaal
Shoya Ishida leidt de klas in het pesten van Shoko Nishimiya, een klasgenoot die nieuw is op school en doof is. Shoyas pestgedrag wordt uiteindelijk veroordeeld door de directeur, en al zijn vrienden en leraren keren zich tegen hem, waardoor hij tot ver in zijn middelbare schooljaren sociaal geïsoleerd raakt en uiteindelijk zelfmoord overweegt. In een poging tot het goed te maken, herenigt hij zich met Shoko, die nog steeds eenzaam is door haar verlegenheid.

## Ontwikkeling
De one-shot werd gepubliceerd in de februari 2011-edite van Bessatsu Shōnen Magazine. De volledige mangareeks werd gepubliceerd in Weekly Shōnen Magazine van 7 augustus 2013 tot 19 november 2014. De serie verscheen later in zeven delen in het tankōbon-formaat, gepubliceerd door Kodansha tussen 15 november 2013 en 17 december 2014 in Japan.
De reeks werd opnieuw uitgebracht als twee hardcovereditie met hogere afdrukkwaliteit en bonusmateriaal. Het eerste deel kwam uit in oktober 2021 en het tweede deel in 2022.

## Vertalingen
| Taal        | Titel                               | Uitgever             |
| ----------- | ----------------------------------- | -------------------- |
| Engels      | A Silent Voice                      | Kodansha USA         |
| Frans       | A Silent Voice                      | Ki-oon               |
| Spaans      | A Silent Voice                      | Milky Way Ediciones  |
| Duits       | A Silent Voice                      | Egmont Manga         |
| Russische   | Forma Golosa (Форма голоса)         | Istari Comics        |
| Pools       | Kształt twojego głosu               | Kotori               |
| Chinees     | Shēng zhī xíng (聲之形)             | Tong Li Comics       |
| Koreaans    | Moksori e Hyeongtae (목소리의 형태) | Daewon C.I           |
| Thai        | rák rái sǐyaŋ (รักไร้เสียง)            | Luckpim              |
| Indonesisch | The Shape of Voice                  | M&C!                 |
| Vietnamees  | Dáng hình thanh âm                  | Tre Publishing House |

## Bewerkingen

### Animefilm
In het laatste hoofdstuk van de manga, gepubliceerd in de 51ste editie van Weekly Shōnen Magazine in 2014, werd er aan gekondigd dat een animeadaptatie van de reeks ontwikkeld zal worden. In het zevende tankōbon-deel werd er onthuld dat de adaptatie een langspeelfilm zou worden. Begin oktober 2015 werd er bekendgemaakt dat Kyoto Animation de film zou animeren en dat Naoko Yamada verantwoordelijke zou zijn voor de regie. Op de officiële website werd er bekendgemaakt dat het scenario geschreven zou worden door Reiko Yoshida en dat Futoshi Nishiya verantwoordelijk is voor het ontwerpen van de personnages. De film kwam uit in Japan op 17 september 2016.

### Roman
Een tweedelige roman geschreven door Kurahashi Youko met illustraties van Ooima Yoshitoki werd gepubliceerd door Kodansha. Op 14 maart 2019 kwam het eerste deel uit en het tweede deel kwam uit op 25 april 2019.

### Musical
Een musicaladaptatie gemaakt door Musical Company Its Follies (ミュージカルカンパニー イッツフォーリーズ) werd uitgevoerd in Sunshine Theatre (サンシャイン劇場, Sanshain Gekijou) tussen 4 oktober 2023 en 8 oktober 2023. Het toneelstuk werd geschreven en geregisseerd door Kuhabara Mako met Itagaki Kyouichi als componist.

## Ontvangst
De eerst tankōbon verkocht 31.714 exemplaren binnen één week en stond op nummer 19 in de mangahitlijst van Oricon. Het tweede deel verkocht 60.975 exemplaren binnen een week en stond op nummer 12 in de hitlijst. In april 2016 had de reeks 2.5 miljoen exemplaren verkocht in Japan.

### Prijzen en nominaties
| Jaar | Prijs                        | Categorie                                                    | Uitslag     |
| ---- | ---------------------------- | ------------------------------------------------------------ | ----------- |
| 2014 | Kodansha-mangaprijs          | Shonen                                                       | Genomineerd |
| 2015 | Tezuka Osamu Cultuurprijs    | New Creator Prize                                            | Gewonnen    |
| 2016 | Sugoi Japan Award            | Manga award                                                  | Genomineerd |
| 2016 | American Library Association | Beste Striproman                                             | Nummer 10   |
| 2016 | Eisner Awards                | Beste Amerikaanse editie van niet-Amerikaanse auteurs - Azië | Genomineerd |